# Charles Gmelin
Charles Henry Stuart Gmelin (Krishnagar, Nyugat-Bengál, 1872. május 28. – Oxford, 1950. október 12.) brit atléta. Részt vett az 1896-os nyári olimpián Athénban.
A 400 méteres síkfutás elődöntőjében Thomas Burke amerikai versenyző mögött a második helyen végzett, így részt vehetett a döntőn, ahol a harmadik legjobb időt futva bronzérmes lett.
Gmelin a 100 méteres síkfutás elődöntőjében harmadik lett, így ott nem került be a döntőbe.